# Större elefantfågel
Större elefantfågel (Aepyornis hildebrandti) är en förhistorisk utdöd fågel i familjen elefantfåglar inom ordningen elefantfåglar som alla tidigare förekom på Madagaskar. 

## Upptäckt och beskrivning
Fågeln beskrevs utifrån en upphittad tars men ett helt skelett har hittats senare. Hildebrandts elefantfågel var minst i familjen, ungefär lika stor som en kasuar: 1–1,2 meter hög och en vikt på upp till 65 kg.
Vidare studier från 2018 har visat att fynd från Aepyornis gracilis ryms inom variationen för större elefantfågel. Elefantfåglar antas ha uppvisat en ansenlig storleksskillnad mellan könen och de mindre gracilis tros därför vara hanar.

## Namn
Fågelns vetenskapliga artnamn hedrar Dr Johann Maria Hildebrandt (1847–1881), tysk zoolog och samlare av specimen verksam i tropiska Afrika och på Madagaskar 1872–1881.